# ان‌جی‌سی ۶۲۱۵
ان‌جی‌سی ۶۲۱۵ (انگلیسی: NGC 6215) نام یک کهکشان است.